# Osdorperwegbrug
De Osdorperwegbrug, ook bekend als Viaduct Rijksweg 5 – Osdorperweg, door de beheerder Rijkswaterstaat aangeduid als Kunstwerk 512, is een viaduct over de Osdorperweg in de gemeente Amsterdam.
Het bouwwerk is gelegen in de Westrandweg, een deel van de Rijksweg A5 die ook voert over de Ringvaart van de Haarlemmermeer. Het architectenbureau Zwarts & Jansma Architecten was verantwoordelijk voor het ontwerp van deze rijksweg en haar kunstwerken (bruggen, viaducten en tunnels). Rijkswaterstaat pretendeerde, naar aanleiding van de bezwaren tegen aantasting van landelijke gebieden, de Westrandweg als een lange "natuurlijke" sliert uit te voeren. Over de aanleg werd jarenlang geprocedeerd tot aan de Raad van State aan toe. In 2009 werd het startsein gegeven en begon Rijkswaterstaat met het aanleggen van de Westrandweg.
In dit traject werden twee opmerkelijke viaducten opgenomen: een viaduct over de Ringvaart en een 3,3 kilometer lang viaduct langs en boven de Amsterdamse Basisweg.
De Osdorperwegbrug, kunstwerk 512, is opgezet in een gangbaarder model. De Westrandweg kruist de Osdorperweg namelijk bijna haaks. In tegenstelling tot andere kunstwerken in Rijksweg 5, doorsnijdt de Westrandweg hier bebouwing in de vorm van lintbebouwing. Daarom moesten aanvullende maatregelen getroffen worden om binnen circa 50 woningen het geluidsniveau lager te houden dan de voorkeursgrenswaarde van 50 decibel. Er werd gekeken naar geluidsschermen en een apart soort beton (ZOAB), desalniettemin bleef voor een aantal woningen het streefquotum in decibel niet haalbaar. Aangezien het aantal decibel niet hoger zou uitkomen dan 60 werd voor achttien woningen dit als voorkeursgrenswaarde vastgesteld.
Een ander punt dat meegewogen werd, is dat bij de kruising plekken zijn gelegen van mogelijk archeologische waarde. De geschiedenis van deze oude veendijk reikt terug tot in de 11e eeuw en de middeleeuwen.
De weg werd met tal van bruggen geopend op 13 mei 2013. Aan de zuidzijde van het viaduct is een faunapassage aangelegd, zodat landdieren hier de Westrandweg die op een dijklichaam ligt kunnen passeren. Aan de noordzijde overspant ze ook het Maurice Peeterspad gelegen in de Tuinen van West.
Even ten noorden ligt het viaduct (kunstwerk 512a); het betreft de overspanning over de Tom Schreursweg, waarbij door een haakse kruising in onbewoond gebied geen moeilijkheden werden verwacht en geconstateerd.
Deze twee viaducten hebben een vergelijkbaar uiterlijk met dezelfde balustrades en verlichting. 

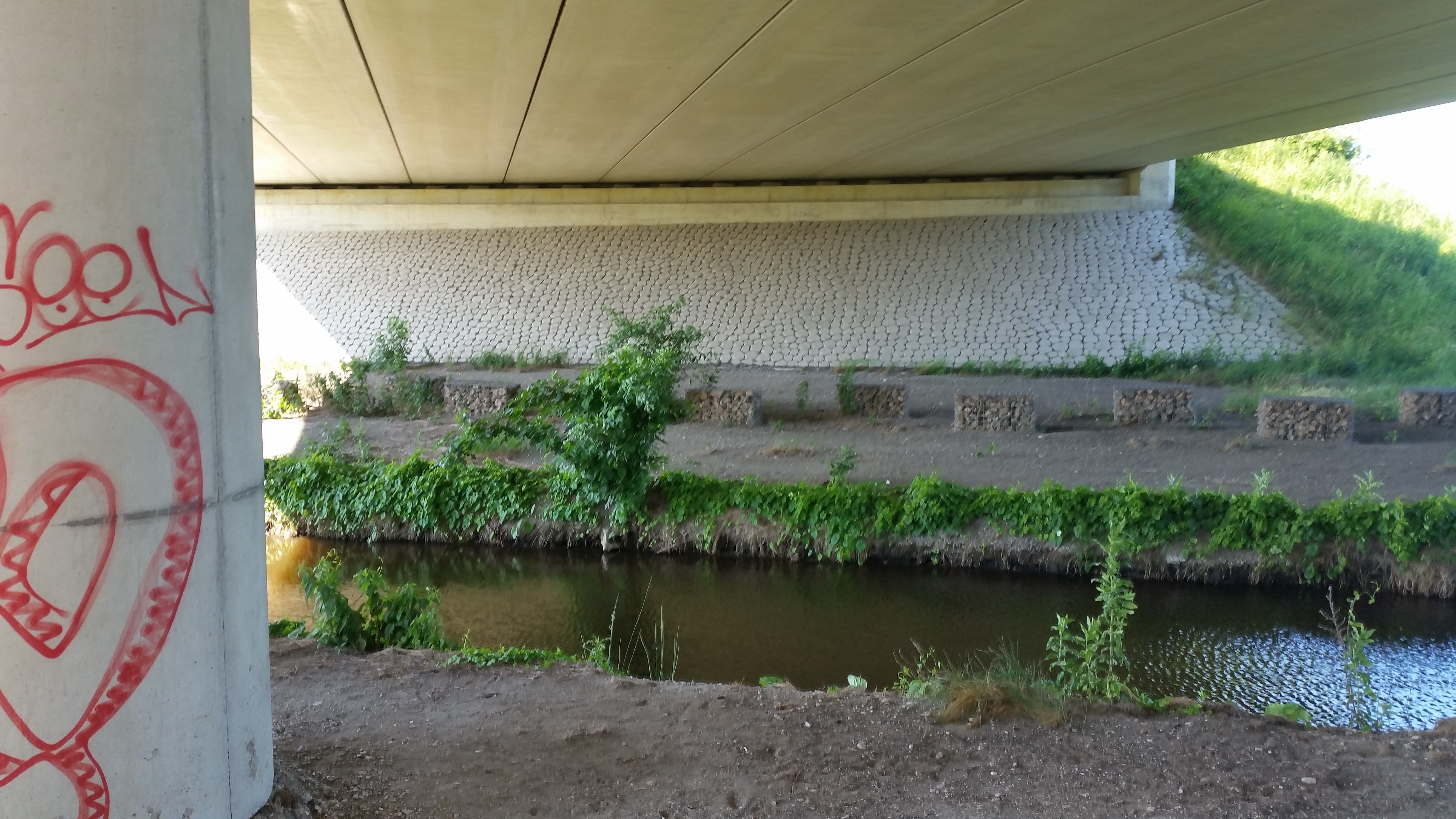
Faunapassage onder viaduct (juni 2019)

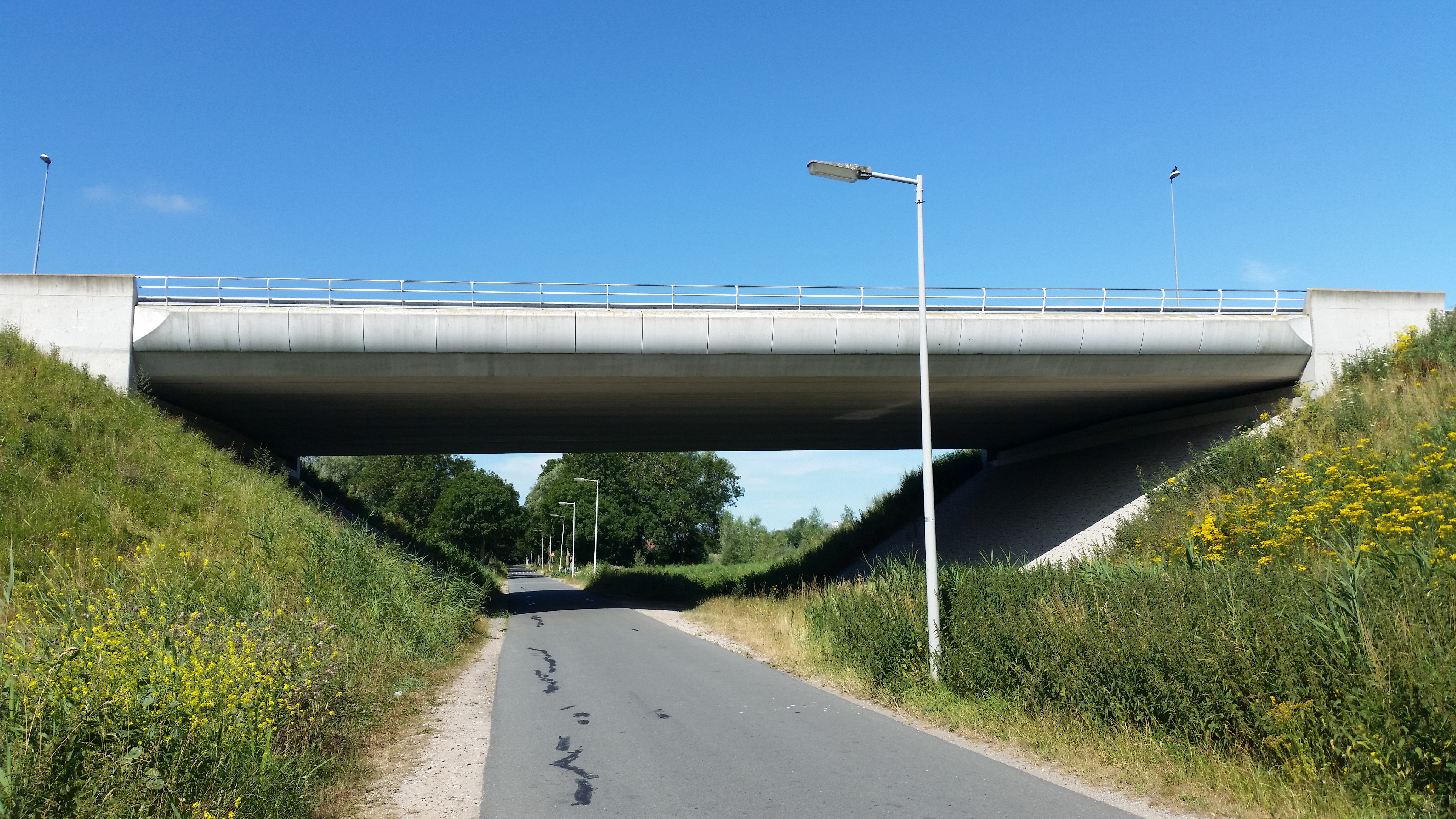
Viaduct Rijksweg 5 - Tom Schreursweg (juli 2018)